# Ophioglossum intermedium
Ophioglossum intermedium är en låsbräkenväxtart som beskrevs av William Jackson Hooker. Ophioglossum intermedium ingår i släktet ormtungor, och familjen låsbräkenväxter. Inga underarter finns listade i Catalogue of Life.